# 超实数 (非标准分析)

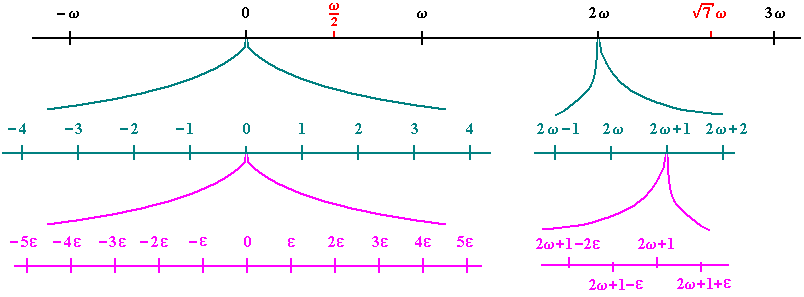
超实数轴上的无穷小和无穷大：。

超實數系統是為了嚴格處理無窮量（無窮大量和無窮小量）而提出的。自從微積分的發明以來，數學家、科學家和工程師等（包括牛頓和萊布尼茲在內）就一直廣泛地用無窮小量等概念。超實數集，或稱為非標準實數集，記爲 {\displaystyle ^{*}\mathbb {R} }，是實數集 {\displaystyle \mathbb {R} } 的一個擴張；其中含有一種數，它們大於所有如下形式的數：
{\displaystyle 1+1+\cdots +1}（有限個），
這可以解釋為無窮大量；而它們的倒數就作為無窮小量。{\displaystyle ^{*}\mathbb {R} } 滿足如下性質：任何關於 {\displaystyle \mathbb {R} } 的一階命題如果成立，則該命題對 {\displaystyle ^{*}\mathbb {R} } 也成立。這種性質稱為傳達原理。
舉例來說，實數集的加法交換律
{\displaystyle \forall x,y\in \mathbb {R} ,x+y=y+x}
是關於 {\displaystyle \mathbb {R} } 的一階命題。遵循傳達原理，以下命題同樣成立：
{\displaystyle \forall x,y\in {}^{*}\!\,\mathbb {R} ,x+y=y+x}，
也就是說超實數集同樣滿足加法交換律。
無窮小量的概念是否嚴格呢？此問題可以追溯到古希臘數學：數學家們如歐幾里得、阿基米德等，為了在一些證明裡繞開無窮小量的爭議以保證嚴格性，而采用了窮竭法等其它說明方式。而亞伯拉罕·魯濱遜在1960年代證明了如下命題：
超實數系統是相容的，當且僅當實數系統是相容的。
換句話說，如果對實數的使用没有懷疑，那也可以放心使用超實數。在處理數學分析的問題時對超實數、尤其是傳達原理的使用，通稱為非標準分析。

## 傳達原理
超實數系統的想法是將實數 {\displaystyle \mathbb {R} } 擴展為一個包含無窮小和無窮大數的系統 {\displaystyle ^{*}\mathbb {R} }，但不改變代數的任何基本公理。所有形式為「對於任何數字 {\displaystyle x} ...」的任何語句，如果它在實數系中成立，那麼它在超實數系也仍成立。例如，公理「對於任何數字 {\displaystyle x}，{\displaystyle x+0=x}」在 {\displaystyle ^{*}\mathbb {R} } 中依舊成立。關於多個數字的量化語句也依然是如此，例如「對於任何數字 {\displaystyle x} 和 {\displaystyle y}，{\displaystyle xy=yx}」。這種將語句從實數傳達到超實數的能力被稱為傳達原理，然而，形式為「對於任何數字集合 {\displaystyle S}...」的語句可能無法被類似地傳達。實數系和超實數系之間會產生不同的性質只有那些關於對集合的量化敘述，或者其他涉及更高級的結構，如函數和關係等，因為這些高級結構通常是由集合構造出來的。每個實數集合、函數和關係都有其自然的超實數擴展，滿足相同的一階性質，遵守這種對量化的限制的邏輯句子被稱為一階邏輯的語句。
然而，傳達原理並不意味著 {\displaystyle \mathbb {R} } 和 {\displaystyle ^{*}\mathbb {R} } 的行為完全相同。例如，在 {\displaystyle ^{*}\mathbb {R} } 中存在一個元素 {\displaystyle \omega }，使得下面的一系列關係恒成立：
{\displaystyle 1<\omega ,\quad 1+1<\omega ,\quad 1+1+1<\omega ,\quad 1+1+1+1<\omega ,\ldots }。
但在 {\displaystyle \mathbb {R} } 中沒有這樣的數字。換句話說，{\displaystyle ^{*}\mathbb {R} } 不是阿基米德的。其原因在於， {\displaystyle \omega } 在 {\displaystyle \mathbb {R} } 中的不存在性不能被表示為一階邏輯的語句。

## 用於分析中
超實數量的非形式化符號在微積分的發展史上出現於兩處：作為無限小，例如 {\displaystyle {\mathrm {d} }x}；以及作為無限大 ，例如在不定積分的極限中使用符號 {\displaystyle \infty }。
作為傳達原理的一個例子，對於任何非零數字 {\displaystyle x}，{\displaystyle 2x\neq x}，這在實數中是成立的，並且它符合轉移原則所需的形式，因此它也適用於超實數。這表明在超實數系統中不可能使用通用符號 {\displaystyle \infty } 來表示所有無限大；無限大在大小上與其他無限大不同，而無限小也與其他無限小不同。
同時，隨意使用 {\displaystyle {\frac {1}{0}}=\infty } 是無效的，因為「零沒有乘法逆元」也適用傳達原理。這種除法的嚴格描述應為，如果 {\displaystyle \varepsilon } 是一個非零無限小，那麼 {\displaystyle {\frac {1}{\varepsilon }}} 是無限大。
對於任何有限的超實數 {\displaystyle x}，其標準部分 {\displaystyle \operatorname {st} (x)} 被定義為最接近 {\displaystyle x} 的唯一實數，它與 {\displaystyle x} 只有微小的差異。標準部分函數也可以定義為無限超實數，方式如下：如果 {\displaystyle x} 是一個正無限超實數，則設 {\displaystyle \operatorname {st} (x)} 為擴展實數中的 {\displaystyle \infty }；同樣，如果 {\displaystyle x} 是一個負無限超實數，則設 {\displaystyle \operatorname {st} (x)} 為 {\displaystyle -\infty }。其原因是，無限超實數應該比「真正」的絕對無窮大要更小，但比任何實數都更接近它。

### 微分
超實數系統的一個重要用途是其給予微分運算符 {\displaystyle \mathrm {d} } 一個精確的含義，使其能像萊布尼茲那樣直接的定義導數和積分。
對於任何實值函數 {\displaystyle f}，其微分 {\displaystyle \mathrm {d} f} 被定義為一個映射，將每個由一個實數和一個非零無限小組合而成的有序對 {\displaystyle (x,\,\mathrm {d} x)} 映射到一個無限小：
{\displaystyle {\begin{aligned}\mathrm {d} \colon \ &{\mathsf {Map}}&\rightarrow &\qquad \qquad {\mathsf {Map}}\\&\ f&\mapsto &\quad \left[{\begin{aligned}\mathrm {d} f\colon &\ \mathbb {R} \times {}^{*}\!\,\mathbb {R} &\rightarrow &\qquad {}^{*}\!\,\mathbb {R} \\&(x,\,\mathrm {d} x)&\mapsto &\quad \operatorname {st} \left({\dfrac {f(x+\mathrm {d} x)-f(x)}{\mathrm {d} x}}\right)\mathrm {d} x\end{aligned}}\right].\end{aligned}}}
需要注意的是，用來表示任何無限小的符號 {\displaystyle \mathrm {d} x} 與上述運算符 {\displaystyle \mathrm {d} } 的定義是一致的。其通常的解釋是若將 {\displaystyle \mathrm {d} } 視為函數 {\displaystyle f(x)=x}，那麼對於每個 {\displaystyle (x,\,\mathrm {d} x)}，其微分 {\displaystyle \mathrm {d} (x)(x,\,\mathrm {d} x)} 將等於無限小 {\displaystyle \mathrm {d} x}。
如果在 {\displaystyle x} 點上，對所有非零無限小 {\displaystyle \mathrm {d} x}，
{\displaystyle {\frac {\mathrm {d} f(x,\mathrm {d} x)}{\mathrm {d} x}}=\operatorname {st} \left({\frac {f(x+\mathrm {d} x)-f(x)}{\mathrm {d} x}}\right)}
所得出的數值都相同，則這個商被稱為函數 {\displaystyle f} 在點 {\displaystyle x} 的導數。
例如，要找到函數 {\displaystyle f(x)=x^{2}} 的導數，讓 {\displaystyle \mathrm {d} x} 是一個非零無限小。然後有以下計算
| {\displaystyle {\frac {\mathrm {d} f(x,\mathrm {d} x)}{\mathrm {d} x}}} | {\displaystyle =\operatorname {st} \left({\frac {f(x+\mathrm {d} x)-f(x)}{\mathrm {d} x}}\right)}                                            |
|                                                                         | {\displaystyle =\operatorname {st} \left({\frac {x^{2}+2x\cdot dx+(\mathrm {d} x)^{2}-x^{2}}{\mathrm {d} x}}\right)}                         |
|                                                                         | {\displaystyle =\operatorname {st} \left({\frac {2x\cdot \mathrm {d} x+(\mathrm {d} x)^{2}}{\mathrm {d} x}}\right)}                          |
|                                                                         | {\displaystyle =\operatorname {st} \left({\frac {2x\cdot \mathrm {d} x}{\mathrm {d} x}}+{\frac {(\mathrm {d} x)^{2}}{\mathrm {d} x}}\right)} |
|                                                                         | {\displaystyle =\operatorname {st} \left(2x+\mathrm {d} x\right)}                                                                            |
|                                                                         | {\displaystyle =2x} |
在計算微分的過程中，傳統做法不嚴謹的直接忽略了無限小量的平方，與此相比，非標準分析中使用到的標準部分函數是一個良好的嚴格替代方法。值得注意的是，二元數是基於此思想的數字系統。在上述微分的第三行之後，從牛頓到 19 世紀的典型方法是簡單地丟棄 {\displaystyle \mathrm {d} x^{2}} 項，但在超實數系統中，{\displaystyle \mathrm {d} x^{2}} 非零，其原因是 {\displaystyle \mathrm {d} x} 非零，且「非零數之平方亦非零」適用轉移原則。然而，{\displaystyle \mathrm {d} x^{2}} 的數值與 {\displaystyle \mathrm {d} x} 相比是無限小的，也就是說，超實數系統包含了一系列各不等同的無限小量。
使用超實數進行微分可以更方便的進行代數操作。在標準微分中，偏微分和高階微分不能通過代數技巧獨立操作。然而，使用超實數，可以建立這樣的系統，只是會使用稍微不同的表示法。

### 積分
超實數系統另一個關鍵用途是為萊布尼茨所用的積分符號 ∫ 賦予精確的含義。
對於任何微小函數 {\displaystyle \varepsilon (x)}，可以定義積分 {\displaystyle \int (\varepsilon )\ }，它是一個被如此定義的函數：
{\displaystyle {\begin{aligned}\int \colon &\quad {\mathsf {Map}}&\rightarrow &\qquad \qquad {\mathsf {Map}}\\&\quad \varepsilon (x)&\mapsto &\quad \left[{\begin{aligned}\int (\varepsilon )\colon &\quad \mathbb {R} ^{2}\times {}^{*}\!\,\mathbb {R} &\rightarrow &\qquad \mathbb {R} \\&\quad (a,\,b,\,\mathrm {d} x)&\mapsto &\int _{a}^{b}(\varepsilon ,\,\mathrm {d} x):=\operatorname {st} \left(\sum _{n=0}^{N}\varepsilon (a+n\,\mathrm {d} x)\right)\end{aligned}}\right]\end{aligned}}.}
其中 {\displaystyle a} 和 {\displaystyle b} 是實數，且 {\displaystyle \mathrm {d} x} 是與 {\displaystyle b-a} 同正負的微小量，而 {\displaystyle N} 是任何滿足 {\displaystyle \operatorname {st} (N\ \mathrm {d} x)=b-a} 的超整數。
如果積分值 {\displaystyle \int _{a}^{b}(f\,\mathrm {d} x,\mathrm {d} x)} 與非零微小量 {\displaystyle \mathrm {d} x} 的選擇無關，則實值函數 {\displaystyle f} 被稱為在閉區間 {\displaystyle [a,\,b]} 上可積分，此時，該積分被稱為 {\displaystyle f} 在 {\displaystyle [a,\,b]} 上的定積分，或者反導數。
這表明使用超實數，萊布尼茨對定積分的表示式實際上可以解釋為一個有意義的代數表達式，就像導數可以解釋為一個有意義的商一樣。

## 性質
超實數集 {\displaystyle ^{*}\mathbb {R} } 是包涵實數 {\displaystyle \mathbb {R} } 的有序體。與實數體不同的是，超實數集並不構成一個標準的度量空間，但由於其有序性，在超實數集上可以定義序拓撲。
雖然「超實數集」一詞看似是指稱實數 {\displaystyle \mathbb {R} } 的唯一有序體擴張，然而，在多數情況下該擴張並不是唯一的。不過，2003 年弗拉基米爾‧卡諾維和薩哈隆·示拉的一篇論文表明，存在一個可定義的、可飽和實數 {\displaystyle \mathbb {R} } 的初等擴張，其中飽和意味著 ω-飽和但不是可數的。此外，上述通過對收集所有實數序列的空間中進行超冪次建構所獲得的體，在連續統假設下，具有同構意義下的唯一性，因此有理由稱其為「超實數」{\displaystyle ^{*}\mathbb {R} }。
超實數集的條件比包含實數 {\displaystyle \mathbb {R} } 的實封閉體的條件更強，它也比戴爾斯和伍丁所定義的超級實數體的條件更強。

## 發展
超實數相關概念的發展可以分為透過公理化及透過構造性的兩種過程。公理化方法的精髓在於斷言（一）至少存在一個無窮小數，和（二）轉移原則的有效性。而以下的子節，則更著重於詳述建構性方法，此方法允許人們在一個稱為超濾子的集合論物件上超實數，但是超濾子本身不能被明確地構造。

### 從萊布尼茲到魯濱遜
當牛頓和萊布尼茲引入微分時，他們使用了無窮小數，這些無窮小數的概念仍然被後來的數學家如歐拉和柯西不斷的使用。但是，這些概念從一開始就被認為是可疑的，特別是喬治·柏克萊，其批評集中在對微分（或流量）定義中假設的變化的感知上，尤其是 {\displaystyle \mathrm {d} x} 在計算開始時被假定為非零，並在其結束時消失（參見條目分析學家）。在 1800 年代，通過波爾查諾、柯西、魏爾斯特拉斯等人發展的 {\displaystyle (\varepsilon ,\,\delta )}-極限定義將微積分建立在堅實的基礎上時，無窮小數幾乎被遺棄，唯獨有關非阿基米德體的研究仍在繼續（Ehrlich 2006）。
直到 1960 年代，魯濱遜展示了如何嚴格定義和使用無窮大和無窮小數來發展非標準分析相關領域， 羅賓森使用模型論以非構造性的方式發展了他的理論。然而，只使用抽象代數和拓撲學等工具，並將轉移原則作為定義的直接推論來進行論證，也是可行的。換句話說，除了在非標準分析中的使用外，超實數「本身」與模型理論或一階邏輯沒有必要的關係，儘管超實數是通過應用來自邏輯的模型理論技術發現的。事實上，超實數集最初是由愛德溫‧休伊特於 1948 年使用超冪次構造法引入的，當中僅涉及純粹的抽象代數。